# Munkebjergskolen
Munkebjergskolen er en folkeskole beliggende i kvarteret Munkebjerg i Odense. Skolen udmærker sig bl.a. ved at lægge hus til Munkebjergskolens Observatorium, der er Odenses eneste observatorium.

## Munkebjergskolens Observatorium
Munkebjergskolens Observatorium er en indbygget del af Munkebjergskolen. Det blev indviet d. 6. december 1934 et halvt år efter indvielsen af selve Munkebjergskolen d. 14. april samme år.
Observatoriet fik et kommunalt driftstilskud indtil april 2014, hvor det derfor måtte lukke, men grundet fortsat interesse gik driften over til Foreningen Munkebjergskolens Observatorium, der blev oprettet d. 18. juni 2014. Observatoriet genåbnede d. 6. december 2014.